# 東今里
東今里（ひがしいまざと）は、大阪府大阪市東成区にある町名。現行行政地名は東今里一丁目から東今里三丁目。今里地域の一つ。

## 地理
東成区の北部に位置し、東に神路、西に東中本、南に大今里、北に城東区東中浜と接している。

## 世帯数と人口
2019年（平成31年）3月31日現在の世帯数と人口は以下の通りである。
| 丁目         | 世帯数    | 人口    |
| ------------ | --------- | ------- |
| 東今里一丁目 | 579世帯   | 1,146人 |
| 東今里二丁目 | 612世帯   | 1,245人 |
| 東今里三丁目 | 842世帯   | 1,809人 |
| 計           | 2,033世帯 | 4,200人 |

### 人口の変遷
国勢調査による人口の推移。
| 1995年（平成7年）  | 3,458人 | [ 5 ] |  |
| 2000年（平成12年） | 3,837人 | [ 6 ] |  |
| 2005年（平成17年） | 4,062人 | [ 7 ] |  |
| 2010年（平成22年） | 3,914人 | [ 8 ] |  |
| 2015年（平成27年） | 4,117人 | [ 9 ] |  |

### 世帯数の変遷
国勢調査による世帯数の推移。
| 1995年（平成7年）  | 1,326世帯 | [ 5 ] |  |
| 2000年（平成12年） | 1,546世帯 | [ 6 ] |  |
| 2005年（平成17年） | 1,693世帯 | [ 7 ] |  |
| 2010年（平成22年） | 1,686世帯 | [ 8 ] |  |
| 2015年（平成27年） | 1,804世帯 | [ 9 ] |  |

## 学区
市立小・中学校に通う場合、学区は以下の通りとなる。なお、小学校・中学校入学時に学校選択制度を導入しており、通学区域以外に東成区の小学校・中学校から選択することも可能。
| 丁目         | 番・番地等                    | 小学校             | 中学校             |
| ------------ | ----------------------------- | ------------------ | ------------------ |
| 東今里一丁目 | 全域                          | 大阪市立宝栄小学校 | 大阪市立東陽中学校 |
| 東今里二丁目 | 全域                          | 大阪市立宝栄小学校 | 大阪市立東陽中学校 |
| 東今里三丁目 | 1〜16番 19番1〜8号・20〜21号  | 大阪市立宝栄小学校 | 大阪市立東陽中学校 |
| 東今里三丁目 | 17〜18番 19番9〜19号 20〜22番 | 大阪市立神路小学校 | 大阪市立相生中学校 |

## 事業所
2016年（平成28年）現在の経済センサス調査による事業所数と従業員数は以下の通りである。
| 丁目         | 事業所数  | 従業員数 |
| ------------ | --------- | -------- |
| 東今里一丁目 | 29事業所  | 183人    |
| 東今里二丁目 | 104事業所 | 1,603人  |
| 東今里三丁目 | 112事業所 | 943人    |
| 計           | 245事業所 | 2,729人  |

## 交通
- 中央大通

## 施設
- 東成郵便局
- 池田泉州銀行 東成支店
- 八木研 本社
- 西友 緑橋店

## その他

### 日本郵便
- 〒537-0011[3]（集配局：東成郵便局[13]）